# Титла в полутежка категория на WWE (1991-2007)
 Тази статия е за предишната титла в полутежка категория.  За настоящата титла вижте Титла в полутежка категория на WWE.  
Титлата в полутежка категория на WWE беше кеч шампионска титла на World Wrestling Entertainment и първоначално е титла на World Championship Wrestling (WCW). Тя се залага от кечисти в полутежка категория, тежащи най-много 102 кг. След Разширяването на марките, става единствената титла за шоуто Разбиване! по време на цялото си съществуване.

## История
Титлата в полутежка категория на WWE е позната като бившата Титла в полутежка категория на WCW, титла която е напълно разделена от Световната титла в полутежка категория на WCW по това време от компанията WCW. След представянето на титлата през 1991, се води турнир, определящ първия шампионo. На 27 октомври, Брайън Пилман побеждава Ричард Мортън във финалите на турнира и печели титлата. Обаче тогава Брад Армстронг е принуден да предаде титлата, заради травма на 2 септември 1992 и е премахната. След това на 20 март 1996 Шинджиро Отани побеждава Дивия Пегас (Крис Беноа) в решаващ мач и печели титлата, позната като Световна титла в полутежка категория на WCW.
През март 2001, World Wrestling Federation (WWF) закупуват World Championship Wrestling. След това, започва „Нашествието“, в което Съюза е тотално съсипан. След Сървайвър 2001, титлата се прекръства на Титла в полутежка (Cruiserweight) категория на WWF, замествайки старата Титлата в полутежка (Light Heavyweight) категория на WWF.
След смяната на името на WWF/WWE през 2002, шампионската титла става известна като Титла в полутежка категория на WWE и става титла на шоуто Разбиване!.
На 28 септември 2007, титлата остава без носител след като последния шампион, Хорнсуогъл, е освободен от титлата от Главния мениджър на Разбиване, Вики Гереро. Хорнсуогъл печели Отворен полутежки мач на миналогодишния турнир, Голямото американско сбиване. Последния мач за титлата се води на 31 август на Разбиване, когато Хорнсуогъл защитаваше титлата срещу Джейми Ноубъл.
След шестмесечно отсъствие на 3 март 2008, WWE премахват титлата от уеб страницата на активните титли, където титлата се води „без носител“ и се премества в страницата на старите титли на WWE. По този начин, титлата се пенсионира.

## Носители
Грегъри Хелмс е шампиона за най-дълго време, носителя на титлата за 385 дни. Хелмс печели титлата на Кралски грохот през 2006 в отворен полутежки мач, въпреки че е член на шоуто Първична сила, местейки се в Разбиване след като печели титлата. Той я губи в отворен полутежки мач на Без изход през 2007, тринайсет месеца по-късно от Чаво Гереро. Сайкосис е шампион за най-кратко време, носител на титлата за час. Рей Мистерио, младши е шампион най-много пъти, носител на титлата осем пъти, (пет в WCW, три в WWE). Три жени са носителки на титлата; Мадуса и Дафни от WCW, докато Жаклин е единствената жена от WWE, печелила титлата.